# Уоррен, Катрина
Катри́на Уо́ррен (англ. Katrina Warren; 8 декабря 1967, Сидней, Австралия) — австралийский ветеринар, сценарист, кинопродюсер и фотомодель.

## Биография
Катрина Уоррен родилась 8 декабря 1967 года в Сиднее (Австралия). У Катрины есть брат — Гай Уоррен.
Катрина окончила «James Ruse Agricultural High School» и Сиднейский университет, получив степень в области ветеринарии.

## Карьера
После работы в качестве фотомодели в Японии, Уоррен впервые появился на экранах телевизоров в детской программе «Totally Wild» телеканала «Network Ten» в 1994 году.
Уоррен также вела шоу о здоровом образе жизни «Melbourne Weekender» на телеканале «Channel Seven» с Джо Силвагни.

## Личная жизнь
С 2006 года Катрина замужем за Энтони Дарси, с которым она не живёт вместе с ноября 2008 года. У супругов есть дочь — Шарлотт Роуз Дарси (род.11.08.2007).